# 56 км (колійний пост)
56 кіломе́тр — залізничний колійний пост Знам'янської дирекції Одеської залізниці.
Розташований між селами Червона Долина та Садове Бобринецький район Кіровоградської області на лінії Висоцьке — Тимкове між станціями Осикувата (6 км) та Бобринець (16 км).
Станом на січень 2020 року щодня дві пари дизель-потягів прямують за напрямком Знам'янка/Долинська — Помічна, проте не зупиняються.